# Pentaphlebia gamblesi
Pentaphlebia gamblesi – gatunek ważki z rodziny Pentaphlebiidae.
Ważka znana wyłącznie z holotypu złowionego na płaskowyżu Obudu w południowo-wschodniej Nigerii. Możliwe, że gatunek ten już wymarł